# Plataforma de llançament de míssils

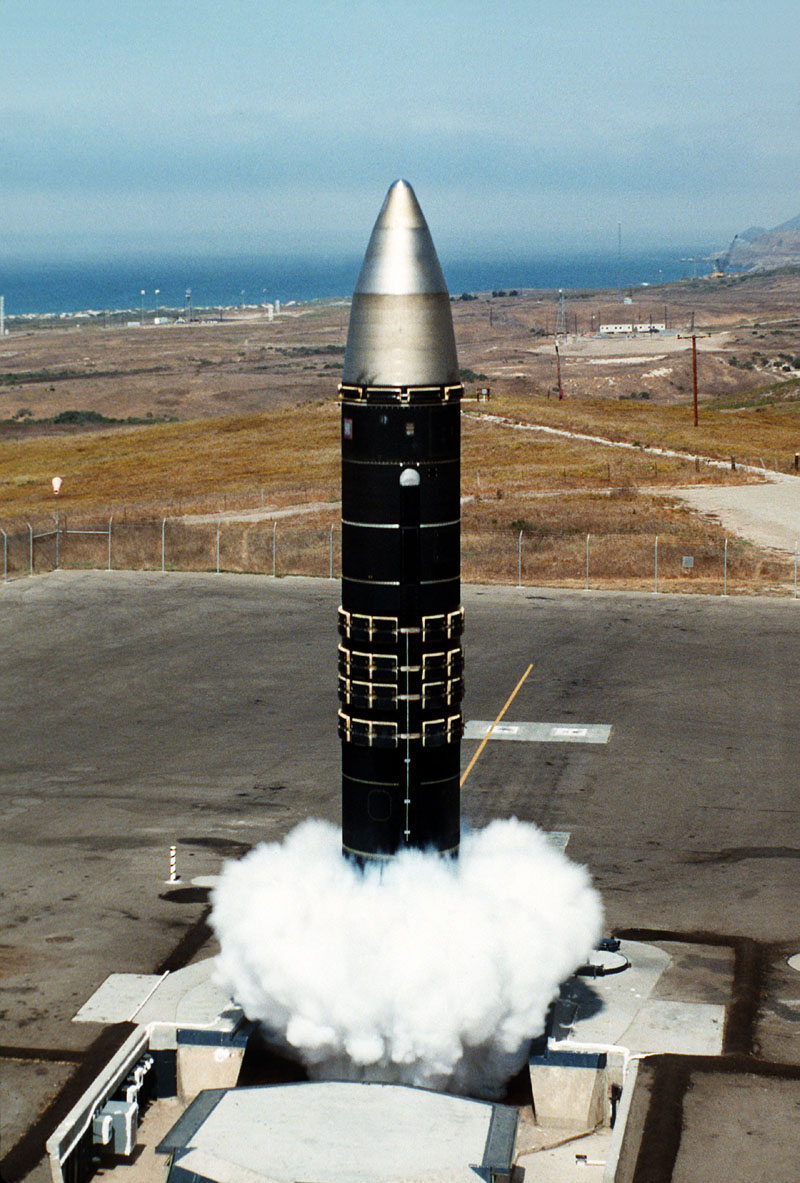
Llançament d'un Peacekeeper MX des d'un plataforma de llançament de míssils.

Una plataforma de llançament de míssils és l'estructura semi-subterrània que emmagatzema míssils amb la finalitat i disseny de respondre al llançament de míssils balístics. Les sitges de míssils són una espècie de bases sota la terra, blindades per suportar un atac nuclear, en els anys 60 i 70 es construïen en massa i valien milions de dòlars pel fet que guardaven un MBI llest per ser llançat en el moment que donés l'ordre.
Als Estats Units aquests recintes tenien habitacions i sales de bany per als tècnics del lloc, amb un canvi de guàrdia cada 24h. En la guerra, aquestes sitges nuclears van arribar a ser unes 82 als Estats Units, primordialment en els deserts. Últimament aquests recintes han estat "suposadament desmantellats" pels Estats Units gràcies a acords amb l'antiga URSS, per baixar els ànims de guerra nuclear i algunes d'aquestes sitges ara són museus.

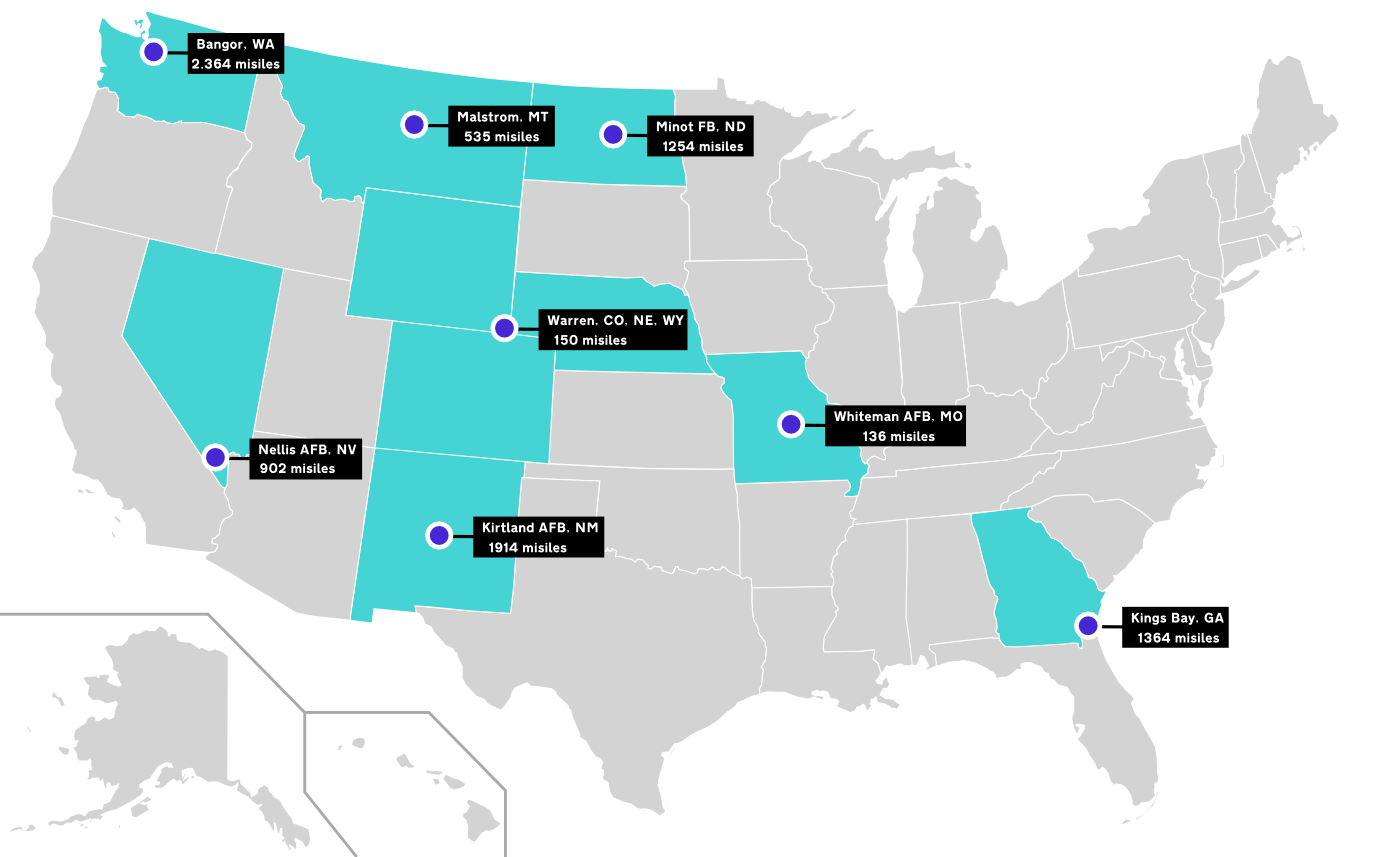
Mapa on es mostren les plataforma de llançament de míssils nuclears nord-americans operatius el 2006

## Nota
1. ↑  Grans quantitats de LSD a una sitja de míssils desmantellada de Kansas
2. ↑  Sitges convertides en museus